# Microsoft Query
Microsoft Query是微软的一项用于可视化创建数据库查询的软件。使用Query by Example (QBE)，使得用户不必编写SQL语句。
Microsoft Access与Microsoft Excel都内嵌了该软件的功能。Excel自2007版本，从Data菜单，点选「From Other Sources」，进而选「From Microsoft Query」即可。其用途是从其它数据源（如Oracle数据库或ODBC数据源等）查询获取一批数据然后导入到该Excel文件。也可以用于对Excel文件的数据执行SQL语句，这首先需要选择Excel Worksheet上的一块数据，然后鼠标右键选中「Name a Range...」为其命名，相当于给数据库中的一个表（table）起名，存盘后进入Microsoft Query，打开该Excel文件后就可以看到这些表名。
需要注意的是，Microsoft Query用于从外部数据源查询获得数据，它使用的SQL语言是ISO标准而不是Microsoft方言。因此SQL语句使用的通配符应该是%或_，而不能是Acess SQL使用的通配符*或?。